# Грузька (притока Берди)
Гру́зька — річка в Україні, в межах Більмацького району Запорізької області. Ліва притока Берди (басейн Азовського моря). 

## Опис
Довжина 14,5 км, площа басейну 110 км². Долина вузька, місцями зі стрімкими схилами, порізаними балками і ярами. Річище слабозвивисте (у пониззі більш звивисте). Споруджено кілька ставків. 

## Розташування
Грузька бере початок при південно-західній околиці смт Комиш-Зоря. Тече на південний схід. Впадає до Берди в межах села Білоцерківки. 
Основна притока: Грузенька (ліва). 

## Про назву річки
Названа за характером дна і берегів, які часто замулювались, ставали топкими. Подібні назви є на всій українській частині басейну Дніпра. Поруч з нею протікає річечка Грузенька. Обидві впадають у Берду в селі Білоцерківці.